# Christian Sprenger (natation)
Pour les articles homonymes, voir Christian Sprenger et Sprenger.
Christian Sprenger (né le 19 décembre 1985 à Brisbane) est un nageur australien spécialiste des épreuves de brasse. Son frère aîné, Nicholas, est également nageur, sélectionné plusieurs fois en équipe nationale et médaillé d'argent en relais aux Jeux olympiques d'été de 2004.

## Biographie
En 2004, il dispute sans succès les sélections olympiques australiennes organisées à Sydney à l'International Aquatic Centre. Âgé de 18 ans, il prend la septième place du 100 m brasse et est éliminé en demi-finale du 200 m. Il remporte ses deux premières médailles l'année suivante en terminant troisième des 50 et 100 m brasse. Pour participer aux Championnats du monde 2005, il aurait dû terminer à l'une des deux premières places. Il ne rate pas une nouvelle occasion l'année suivante en terminant deuxième du 100 m des championnats nationaux se qualifiant ainsi pour les Jeux du Commonwealth. Il y atteint trois finales individuellement et nage les séries du relais 4 × 100 m quatre nages. À ce titre, il remporte tout comme les relayeurs alignés en finale la médaille d'or. En 2007, il ne parvient pas à se qualifier pour les Championnats du monde organisés en Australie.
Les Championnats d'Australie 2008 servent de sélections dans l'optique des Jeux olympiques d'été de 2008 prévus à Pékin. Pour se qualifier, il faut terminer à l'une des deux premières places ; ce qu'il fait en finissant deuxième derrière Brenton Rickard sur 100 et 200 m. Un mois avant ces championnats, il avait battu le record d'Australie du 100 m brasse en 1 minutes et 15 centièmes de secondes aux Championnats de Brisbane, devenant le septième nageur le plus rapide de l'histoire. Il perd toutefois ce record lors des sélections australiennes.
Aux Jeux, il est éliminé sur 100 m brasse en demi-finale avec le quatorzième temps global. Il l'est également dès les séries du 200 m. Il conclut son programme personnel en disputant les séries du relais 4 × 100 m quatre nages. Avec ses coéquipiers, il réussit à qualifier le relais australien en finale. Lors de cette dernière, le quatuor titulaire décroche la médaille d'argent tout comme Sprenger grâce à sa participation aux séries.
Quelques mois après le rendez-vous olympique, il se distingue lors de la Coupe du monde en petit bassin en remportant neuf épreuves aussi bien sur 50, 100 et 200 m. Ces performances le placent au cinquième rang final de la Coupe du monde.
En mars 2009, il remporte les 100 et 200 m brasse devant Rickard et termine deuxième du 50 m aux Championnats d'Australie se qualifiant ainsi pour les Championnats du monde 2009,. Lors de ceux-ci, il s'illustre en battant à la surprise générale le record du monde du 200 m brasse en 2 min 7 s 31, effaçant ainsi des tablettes le temps du Japonais Kosuke Kitajima de deux dixièmes de seconde. En finale, il ne confirme pas ce nouveau record planétaire en terminant troisième d'une course couverte moins rapidement qu'en demi-finale et remportée par le Hongrois Dániel Gyurta. Vêtu lors de ces championnats de la combinaison controversée Jaked 01, il améliore son record personnel de près de quatre secondes. Améliorant également son record personnel sur 100 m 59,52 secondes, il n'atteint pas la finale tout comme sur 50 m.
Sprenger annonce en janvier 2016 la fin de sa carrière.

## Palmarès

### Jeux olympiques
- Jeux olympiques de 2012 à Londres ( Royaume-Uni)  :
  -  Médaille d'argent du 100 m brasse.
  -  Médaille de bronze au titre du relais 4 × 100 m quatre nages
- Jeux olympiques de 2008 à Pékin ( Chine)  :
  -  Médaille d'argent au titre du relais 4 × 100 m quatre nages[8].

### Championnats du monde

#### Grand bassin
- Championnats du monde 2009 à Rome ( Italie) :
  -  Médaille de bronze du 200 m brasse.
  -  Médaille de bronze au titre du relais 4 × 100 m quatre nages[8].
- Championnats du monde 2011 à Shanghai (Chine) :
  -  Médaille d'argent au titre du relais 4 × 100 m quatre nages
- Championnats du monde 2013 à Barcelone ( Espagne) :
  -  Médaille d'or du 100 m brasse.
  -  Médaille d'argent sur 50 m brasse.
  -  Médaille d'argent au titre du relais 4 × 100 m quatre nages

#### Petit bassin
- Championnats du monde 2006 à Shanghai ( Chine) :
  -  Médaille d'or au titre du relais 4 × 100 m quatre nages[8].

### Jeux du Commonwealth
- Jeux du Commonwealth de 2006 à Melbourne ( Australie)  :
  -  Médaille d'or au titre du relais 4 × 100 m quatre nages[8].

## Records

### Records personnels
Ce tableau détaille les records personnels de Christian Sprenger en grand bassin au 4 août 2009.
| Épreuve      | Temps        | Compétition                               | Lieu                | Date       |
| 50 m brasse  | 27 s 73      | Mare Nostrum 2009                         | Monte-Carlo, Monaco | 13/07/2009 |
| 100 m brasse | 59 s 52      | Championnats du monde 2009 (séries)       | Rome, Italie        | 26/07/2009 |
| 200 m brasse | 2 min 7 s 31 | Championnats du monde 2009 (demi-finales) | Rome, Italie        | 30/07/2009 |

### Record du monde battu
Ce tableau détaille l'unique record du monde battu par Christian Sprenger durant sa carrière.
| Épreuve                      | Temps        | Compétition                | Lieu         | Date       |
| 200 m brasse en grand bassin | 2 min 7 s 31 | Championnats du monde 2009 | Rome, Italie | 30/07/2009 |